# Благой Васков
Благой Панчев Васков (на македонска литературна норма: Благој Панчев Васков) е ветеринарен лекар от Социалистическа република Македония.

## Биография
Роден е на 4 февруари 1912 година във Велес в семейството на дееца на ВМОРО Панчо Васков. През 1952 г. завършва ветеринарна медицина в Загребския университет. Известно време е заместник-ректор на Скопския университет. В периода 1945-1947 г. е началник на Ветеринарната служба на СРМ. Васков става автор на първия ветеринарен закон в републиката. През 1947 г. става заместник-министър на земеделието, горите и водното стопанство на СРМ. Пише учебници по анатомия и биохимия. Бил е професор към Скопския университет и три пъти декан на Земеделския факултет на университета. Умира на 22 септември 1983 година в град Скопие.